# 緒方洪庵

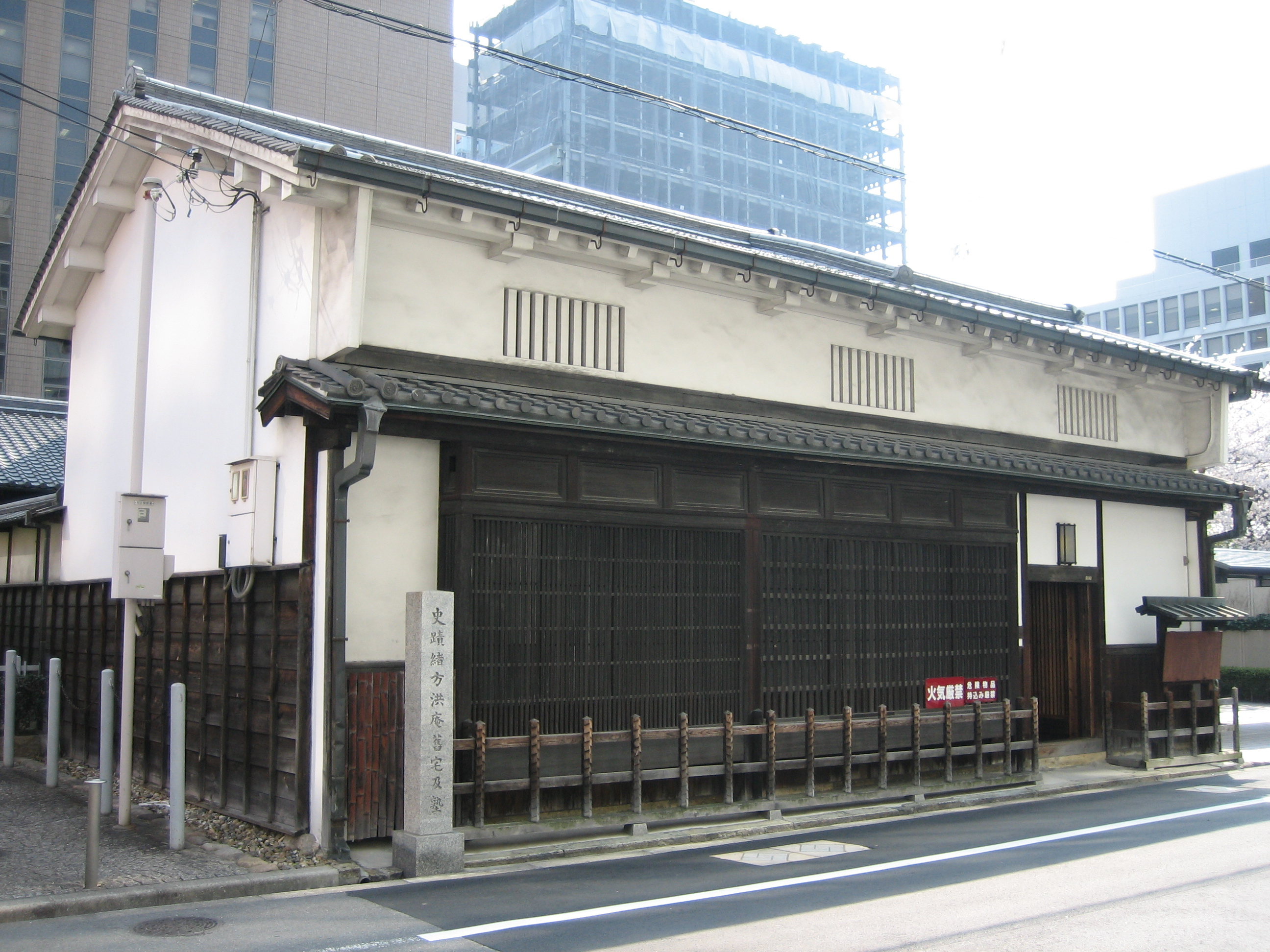
適塾（大阪市中央区北浜3丁目）

適塾建物横にある公園に設置された緒方洪庵の銅像

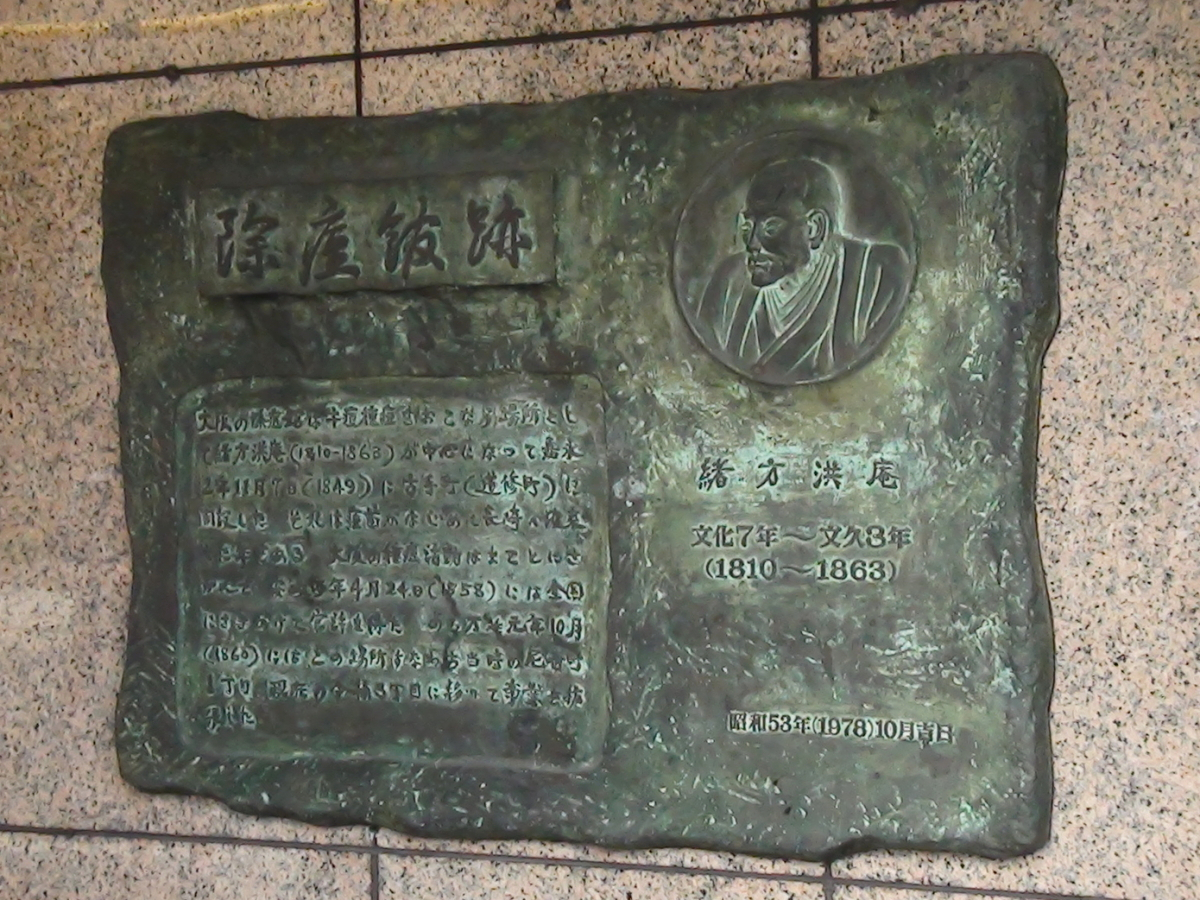
除痘館の跡（大阪市中央区今橋3丁目）

緒方 洪庵（おがた こうあん、文化7年7月14日〈1810年8月13日〉 - 文久3年6月10日〈1863年7月25日〉）は、江戸時代後期の武士（足守藩士）・医師・蘭学者。諱は惟章（これあき）または章（あきら）、字は公裁、号を洪庵の他に適々斎、華陰と称する。
大阪に適塾（大阪大学の前身）を開き、人材を育てた。天然痘治療に大きく貢献し、日本の近代医学の祖といわれる。

## 略歴
文化7年7月14日（1810年8月13日）、備中国足守藩士・佐伯惟因（瀬左衛門）の三男として生まれる。母は、石原光詮の娘・キャウ。幼名は騂之助（せいのすけ）。備中佐伯氏は、豊後大神氏の分家の豊後佐伯氏の分家で、佐伯惟定の弟・惟寛を祖とする。8歳のとき天然痘にかかった。
文政8年（1825年）2月5日、元服して田上惟章と名乗る。10月、大坂堂島新地4丁目（現・大阪市北区堂島3丁目）にあった足守藩大坂蔵屋敷の留守居役となった父と共に大坂へ出た。
文政9年（1826年）7月に中天游の私塾「思々斎塾」に入門。この時に緒方三平と名乗り（のちに判平と改める）、以後は緒方を名字とする。4年間、蘭学、特に医学を学ぶ。
天保2年（1831年）、江戸へ出て坪井信道に学び、さらに宇田川玄真にも学んだ。同7年（1836年）には長崎へ遊学し、出島のオランダ人医師ニーマンの下で医学を学ぶ。この頃から洪庵と号した。
天保9年（1838年）春、大坂に帰り、津村東之町（現・大阪市中央区瓦町3丁目）で医業を開業する。同時に蘭学塾「適々斎塾（適塾）」を開く。同年、天游門下の先輩・億川百記の娘・八重と結婚。のち6男7女をもうける。
弘化2年（1845年）、過書町（現・大阪市中央区北浜3丁目）の商家を購入して適塾を移転。移転の理由は洪庵の名声がすこぶる高くなり、門下生も日々増え津村東之町の塾では手狭となった為である。
嘉永2年11月1日（1849年12月15日）に京都に赴き、滞在7日にして出島の医師オットー・モーニッケが輸入して京都に伝わっていた痘苗を得、古手町（現・大阪市中央区道修町4丁目）に「除痘館」を開き、牛痘種痘法による切痘を始める。同3年（1850年）、郷里の足守藩より要請があり「足守除痘館」を開き切痘を施した。牛痘種痘法は牛になる等の迷信が障害となり、治療費を取らず患者に実験台になってもらい、かつワクチンを関東から九州までの186箇所の分苗所で維持しながら治療を続ける。その一方で、もぐりの牛痘種痘法者が現れ、除痘館のみを国家公認の唯一の牛痘種痘法治療所として認められるよう奔走した。
安政5年4月24日（1858年6月5日）には洪庵の天然痘予防の活動を江戸幕府が公認し、牛痘種痘を免許制とした。
万延元年（1860年）、除痘館を適塾南の尼崎町1丁目（現・大阪市中央区今橋3丁目）に移転。
伊東玄朴らの推挙を受け、文久2年（1862年）に幕府の西洋医学所頭取として出仕の要請を受ける。一度は健康上の理由から固辞するが、幕府の度重なる要請により、奥医師兼西洋医学所頭取として江戸に出仕する。歩兵屯所付医師を選出するよう指示を受け、手塚良仙ら7名を推薦した。12月26日「法眼」に叙せられた。
文久3年6月10日（1863年7月25日）、江戸下谷御士町の医学所頭取役宅で突然喀血し、窒息により死去。享年54（数え年）。墓所は大阪市北区同心1丁目龍海寺、東京都文京区向丘2丁目高林寺。戒名は「華陰院殿前法眼公裁文粛居士」。明治42年（1909年）6月8日、贈従四位。

## 人物
- 武士の子であったが、虚弱体質のため医師を目指した。
- 当時やむなく使用されていた人痘法で患者を死なせてしまい、牛痘法を学んだ。
- 洪庵の功績として最も有名なのが、適塾から福澤諭吉、大鳥圭介、橋本左内、大村益次郎、長与専斎、佐野常民、高松凌雲など幕末から明治維新にかけて活躍した多くの人材を輩出したことである。
- 日本最初の病理学書『病学通論』を著した（1847年刊行開始、1857年刊行完）。種痘を広め、天然痘の予防に尽力。なお、自身も文化14年（1817年）、8歳のときに天然痘にかかっている。安政5年（1858年）のコレラ流行に際しては、西洋の医書を参考に『虎狼痢治準』と題した治療手引き書を5、6日で書き上げて出版し、医師らに100冊を無料配布[4]するなど、日本医学の近代化に努めた。
- 人柄は温厚でおよそ人を怒ったことがなかったという。福澤諭吉は「先生の平生、温厚篤実、客に接するにも門生を率いるにも諄々として応対倦まず、誠に類い稀れなる高徳の君子なり」と評している[5]。学習態度には厳格な姿勢で臨み、しばしば塾生を叱責した。ただし決して声を荒らげるのでなく笑顔で教え諭すやり方で、これはかえって塾生を緊張させ「先生の微笑んだ時のほうが怖い」と塾生に言わしめるほど効き目があった。
- 塾生の生活態度や学習態度があまりにも悪い時は、破門や退塾の処置を下すこともあった。それは極めて厳格で、子の緒方平三と緒方四郎が、預けられた加賀大聖寺藩の渡辺卯三郎の塾を抜け出し、越前大野藩に洋学勉強のために移った時、即座に破門の上、勘当したほどである（後日、復帰させた）。
- 語学力も抜群で弟子から「メース」（オランダ語の「meester」＝先生の意味から）と呼ばれ敬愛された。諭吉は洪庵のオランダ語原書講読を聞いて「その緻密なること、その放胆なること実に蘭学界の一大家、名実共に違わぬ大人物であると感心したことは毎度の事で、講義終り、塾に帰て朋友相互（あいたがい）に、「今日の先生の彼（あ）の卓説は如何（どう）だい。何だか吾々は頓（とん）に無学無識になったようだなどゝ話した」と評している[6]。原語をわかりやすく的確に翻訳したり、新しい造語を考案したりする能力に長けていたのである。洪庵はそのためには漢学の習得が不可欠と考え、息子たちにはまず漢学を学ばせた。
- 福澤諭吉が、適塾に入塾していた時に腸チフスを患った。堂島新地5丁目（現・大阪市福島区福島1丁目）にあった中津藩大坂蔵屋敷で療養していた折に洪庵が彼を手厚く看病し治癒した。諭吉はこれを終生忘れなかったそうである。このように他人を思いやり、面倒見の良い一面もあった。
- 洪庵は西洋医学を極めようとする医師としては珍しく漢方にも力を注いだ。これは患者一人一人にとって最良の処方を常に考えていたためである。
- 診察や教育活動など多忙を極めていた時でも、洪庵は、友人や門下生とともに花見、舟遊び、歌会に興じていた。特に和歌は彼の最も得意とするもので、古典への造詣の深さがうかがわれる。江戸に向かう時も、長年住み慣れた大坂を離れる哀しさから「寄る辺ぞと思ひしものを難波潟 葦のかりねとなりにけるかな」という悲痛な作品を残している。
- 江戸での洪庵は将軍徳川家茂の侍医として「法眼」の地位となるなど、富と名声に包まれたが、堅苦しい宮仕えの生活や地位に応じた無用な出費に苦しんだ。さらには蘭学者ゆえの風当たりも強く、身の危険を感じた洪庵はピストルを購入するほどであった。以上のことからくるストレスが健康を蝕んでいった。洪庵の急死の原因として、友人の広瀬旭荘は、江戸城西の丸火災のとき和宮の避難に同行して炎天下に長時間いたことであると述べている。
- 人付き合いのうまい洪庵は、全国の医学者、蘭学者はもちろん、広瀬旭荘などの漢学者や萩原弘道などの歌人、旗本、薬問屋、豪商などと付き合いがあり、顔が広かった。大坂城在番役を勤めていた旗本久貝正典は洪庵の人柄と学識に惚れぬき、江戸に帰ったのち洪庵の江戸行きを幕閣に勧めたほどである。また、ライバルであった華岡青洲一派の漢方塾合水堂とは塾生同士の対立が絶えず「『今に見ろ、彼奴らを根絶やしにして呼吸の音を止めてやるから』とワイワイ言った」と福沢が述懐したほど犬猿の仲であったが、洪庵は、華岡一派とは同じ医者仲間として接し、患者を紹介したり医学上の意見を交換しあうなど懐の深いところがあった。
- 晩年の万延元年（1860年）には門人の箕作秋坪から高価な英蘭辞書二冊を購入し、英語学習も開始した。これは洪庵自身にとどまらず、門人や息子に英語を学ばせるのが目的であった。このように柔軟な思考は最後まで衰えなかった。
- 洪庵の人柄や適塾での教育は優れていたものの、洪庵を敬慕する福沢の『福翁自伝』で伝えられ、さらに司馬遼太郎の歴史小説で知られるようになったことで、理想化されている面があるとの指摘もある（住友史料館主席研究員海原亮の見解）[4]。
- 適塾を前身とする大阪大学では、学務情報システムに"KOAN(コーアン＝洪庵)"の名が用いられている。また、卒業証書には洪庵直筆の書が用いられている。

## 親族
- 妻の八重は、夫との間に7男6女（うち4人は早世）を儲け、育児にいそしむ一方で洪庵を蔭から支えた良妻であった。洪庵の事業のため実家からの仕送りを工面したり、若く血気のはやる塾生たちの面倒を嫌がらずに見たりして、多くの人々から慕われた。時に洪庵が叱責すると、それをなだめつつ門弟を教え諭すことも多かった[4]。福沢は「私のお母っさんのような人」「非常に豪い御方であった。」と回想し、佐野常民は、若き日にうけた恩義が忘れられず八重の墓碑銘を書いている。洪庵の死後は彼の肖像画を毎日拝み遺児の養育に力を尽くした。八重の葬儀には、門下生から明治政府関係者、業者など朝野の名士や一般人が2000人ほど参列し、葬列は先頭が日本橋に差し掛かっても、彼女の棺は、2.5km離れた北浜の自宅から出ていなかったという。八重の甥に紙幣製造に貢献した化学者の岸本一郎（1849-1878年）がいる[7]。岸本は緒方宅で育ち、幕府派遣の英国留学生に選抜され、日本の最初期の化学留学生としてロンドンで学んだ[7]。
- 次男緒方惟準（これよし、1843-1909[8]、幼名平三、のちに章、洪哉、字は子縄、通称は洪斎、号は蘭洲[9] ）
- 三男・緒方惟孝/緒方城次郎（1844-1905）。慶応元年幕府のロシア留学生となり、帰国後大蔵省入省、新潟県判事、帝国大学病院薬局取締を経て、退官後緒方病院薬局長を務めた[10]。
- 第10子で五男の緒方惟直（1853-1878）は早くからフランス語を学び、1873年のウィーン万国博覧会で通訳を務めた。1875年にイタリアへ渡り、トリノで日本語教師となる。翌年当地の女性Maria-Giovanna Serotti（1855.8.14パドヴァ〜1890.10.27ヴェネツィア, 母ジョヴァンナ・ポレーゼ, 父ヴィンチェンツォ・セロッティ）と結婚。[11]長女エウジェニア豊（1877-1967年）が生まれる。惟直は1878年に25歳で死去。豊は1890年に母親も亡くし、1891年に緒方家に引き取られ、1895年に梅花女学校を卒業し[12]、加陽光太郎を婿養子に迎え二男三女をもうけた[13]。長女の正重も婿養子を迎えており、1918年に榊原顕孝と結婚している[14]。また、同年3月に増谷女学校を卒業してる[15][16]。
- 第12子、六男の緖方收次郞（1857-1942）は、東京医学校を1881年に卒業し、東京大学雇及医学部眼科当直医となり、1883年東京大学御用掛、1886年に東京帝国大学助手となるも翌年辞職して緖方病院副院長となり眼科及外科の診察を担当。1889年から3年間滞欧し、帰国後緖方病院の院長を務めた[17]。その長男の緒方洪平は京都府立医科大学教授。三女・三重子は、横浜正金銀行役員のほか日本綿花監査役などを務めた平野珪蔵に嫁いだ[18]。五女・淑子の夫・福沢八十吉は福沢諭吉の孫（諭吉の長男・一太郎の長男）[19]。
- 第13子で八男の緒方重三郎（1858-1886）
- 四女の八千代は洪庵の弟子・緒方拙斎（1834－1911[20]、旧姓・西）を婿とした。拙斎は適々斎塾を継ぎ、緒方惟準らと1887年に緒方病院を設立、1889年には大阪慈恵病院を設立した[21]。その長女・千重（1861-1914）は緒方正清（1864－1919、旧姓・中村）を婿に迎えた。正清は帝国大学医科大学卒業後欧州に留学し、ベルリン大学ではロベルト・コッホに師事、帰国後、当時私立三大病院のひとつになっていた緒方病院の産婦人科長となり、その後は独立し、大阪今橋に日本初の本格的な産婦人科専門の緒方婦人科病院を設立[22]。産婆に代わって助産婦という語を提唱し、助産婦教育所、助産婦学会を設立するなどして産婦人科の発展に寄与した[23]。正清の病院は養子の緒方祐将が継ぎ、その子、孫と継承されている。
- 孫の緒方知三郎と緒方章はそれぞれ病理学者と薬学者である。
- 曾孫の緒方富雄は東京大学で血清学の研究を行い、日本の血清学の基礎を固めた。昭和23年（1948年）3月に財団法人血清学振興会を設立し、血清学領域の基礎研究及び応用研究が行われてきた。その後、緒方医学化学研究所に発展し、血清学に留まらず広く医学・歯学分野などの調査研究（学術誌『医学と生物学』）を行っている。また、同研究所では緒方洪庵や杉田玄白、石川大浪、小石元瑞などの貴重な蘭学資料を「蘭学文庫」として所有して公開している。

## 登場作品
小説
- 司馬遼太郎『花神』
- 築山桂『緒方洪庵・浪華の事件帳』シリーズ（『禁書売り』〈2001年〉、『北前船始末』〈2002年〉）

漫画
- 手塚治虫『陽だまりの樹』
- 村上もとか『JIN-仁-』『侠医冬馬』
- そにしけんじ『ねこねこ日本史』

テレビドラマ
- 花神（1977年・NHK、演：宇野重吉）
- 幕末青春グラフィティ 福沢諭吉（1985年・TBS、演：川谷拓三）
- JIN-仁-（2009年・TBS、演：武田鉄矢）
- 浪花の華〜緒方洪庵事件帳〜（2009年・NHK、演：窪田正孝）
- 陽だまりの樹（2012年・NHK、演：緒形幹太）

映画
- 洪庵と1000人の若ものたち（1963年・制作/MOMプロダクション　配給/共同映画　演 : 南原宏治）※緒方洪庵没後百年記念作品

舞台
- 蘭 〜緒方洪庵 浪華の事件帳〜（2018年・松竹、演：藤山扇治郎）

創作ミュージカル「緒方洪庵の妻」大阪桐蔭高等学校吹奏楽部　(2021年)

### 適塾出身者
- 佐野常民
- 大村益次郎
- 福沢諭吉
- 橋本左内
- 大鳥圭介
- 長与専斎
- 手塚良仙
- 岩崎環